# Liget (település)
Ez a szócikk a községről szól. A folyóiratról szóló cikk a Liget (folyóirat) címen található.
Liget község Baranya vármegyében, a Komlói járásban.

## Fekvése
A megyeszékhely Pécstől északra, Komlótól északkeletre fekszik, a baranyai Hegyháton. A falun a Ligeti-árok nevű vízfolyás folyik keresztül, amely nyugat felé továbbhaladva, Oroszló területén a Baranya-csatornába ömlik.
A közvetlenül határos települések: észak felől Tékes, északkelet felől Kisvaszar, délkelet felől Mecsekpölöske, dél felől Magyarszék, délnyugat felől Magyarhertelend és Oroszló, északnyugat felől pedig Varga.

### Megközelítése
A község közigazgatási területét a déli határszéle közelében, egy rövid szakaszon a 66-os főút is érinti, de központja zsáktelepülésnek tekinthető, mert csak annak egyik mellékútján, a 65 182-es számú bekötőúton érhető el. A főútról ehhez a 18-as kilométer előtt, Magyarszék kishertelendi községrészének keleti szélén kell letérni, gyakorlatilag ugyanott, ahol a Komló felől érkező 6542-es út is betorkollik (az elágazás nincs egyértelműen jelezve, könnyű eltéveszteni). A többi szomszédos településsel leginkább csak erdei földutak kötik össze.

## Története
Liget település neve 1510-ben bukkant föl először az oklevelekben. A falu első ismert birtokosai a Bökény nemzetség tagjai voltak, később a pécsi püspök birtokának írták. A török időkben a Lengyel családnak és Lengyel Miklósnak, a szigligeti vár kapitányának a birtoka volt. A 19. században egy időben Kórégyi Gál József volt Liget birtokosa.

## Közélete

### Polgármesterei
- 1990–1994: Geisz Egon (független)[3]
- 1994–1998: Geisz Egon (független)[4]
- 1998–2002: Geisz Egon (független)[5]
- 2002–2006: Geisz Egon (független)[6]
- 2006–2007: Fodor Ferenc (független)[7]
- 2008–2010: Vargáné Szabó Gabriella (független)[8]
- 2010–2014: Vargáné Szabó Gabriella (független)[9]
- 2014–2019: Vargáné Szabó Gabriella (független)[10]
- 2019–2024: Vargáné Szabó Gabriella (független)[11]
- 2024– : Vargáné Szabó Gabriella (független)[1]

A településen 2008. február 3-án időközi polgármester-választást (és képviselő-testületi választást) tartottak, az előző képviselő-testület önfeloszlatása miatt. A választáson a hivatalban lévő polgármester nem indult el, elődje, a községet a rendszerváltástól 16 éven át vezető Geisz Egon viszont igen, de 13,54 %-os eredményével, három jelölt közül csak a második helyet érte el.

## Népesség
A település népességének változása:
| Lakosok száma | 382  | 369  | 366  | 390  | 377  | 357  | 369  | 363  |
|               | 2013 | 2014 | 2015 | 2019 | 2021 | 2022 | 2023 | 2024 |

A 2011-es népszámlálás során a lakosok 73,1%-a magyarnak, 14,9% cigánynak, 0,5% lengyelnek, 0,7% németnek, 0,7% románnak mondta magát (26,7% nem nyilatkozott; a kettős identitások miatt a végösszeg nagyobb lehet 100%-nál). A vallási megoszlás a következő volt: római katolikus 49%, református 1,9%, görögkatolikus 1,2%, evangélikus 0,2%, felekezeten kívüli 10,6% (36,5% nem nyilatkozott).
2022-ben a lakosság 91,3%-a vallotta magát magyarnak, 7,8% cigánynak, 2,2% németnek, 0,2% románnak,1,7% egyéb, nem hazai nemzetiségűnek (8,7% nem nyilatkozott; a kettős identitások miatt a végösszeg nagyobb lehet 100%-nál). Vallásuk szerint 39,2% volt római katolikus, 2,2% református, 1,1% görög katolikus, 0,6% evangélikus, 1,1% egyéb katolikus, 7,3% felekezeten kívüli (48,5% nem válaszolt).

## Nevezetességei
- Római katolikus temploma 1841-ben épült, a mai Hamberger és Béke utcák kereszteződésénél, egy kisebb magaslaton; a Szentháromság tiszteletére lett szentelve, felújításra szorul. Egyhajós építmény, melynek karcsú tornya a bejárat fölött emelkedik.[15] A szentély egyenes záródású, a kétoldalról szimmetrikusan kapcsolódó sekrestyei és a mellékkápolnai rész hátfala a szentélyzáródással egybefüggő, egyenes falsíkot képez.[16] A templom egyik oldalfalánál található a község 15 első világháborús áldozatának hősi emlékműve.[17]